# Vorenpakker

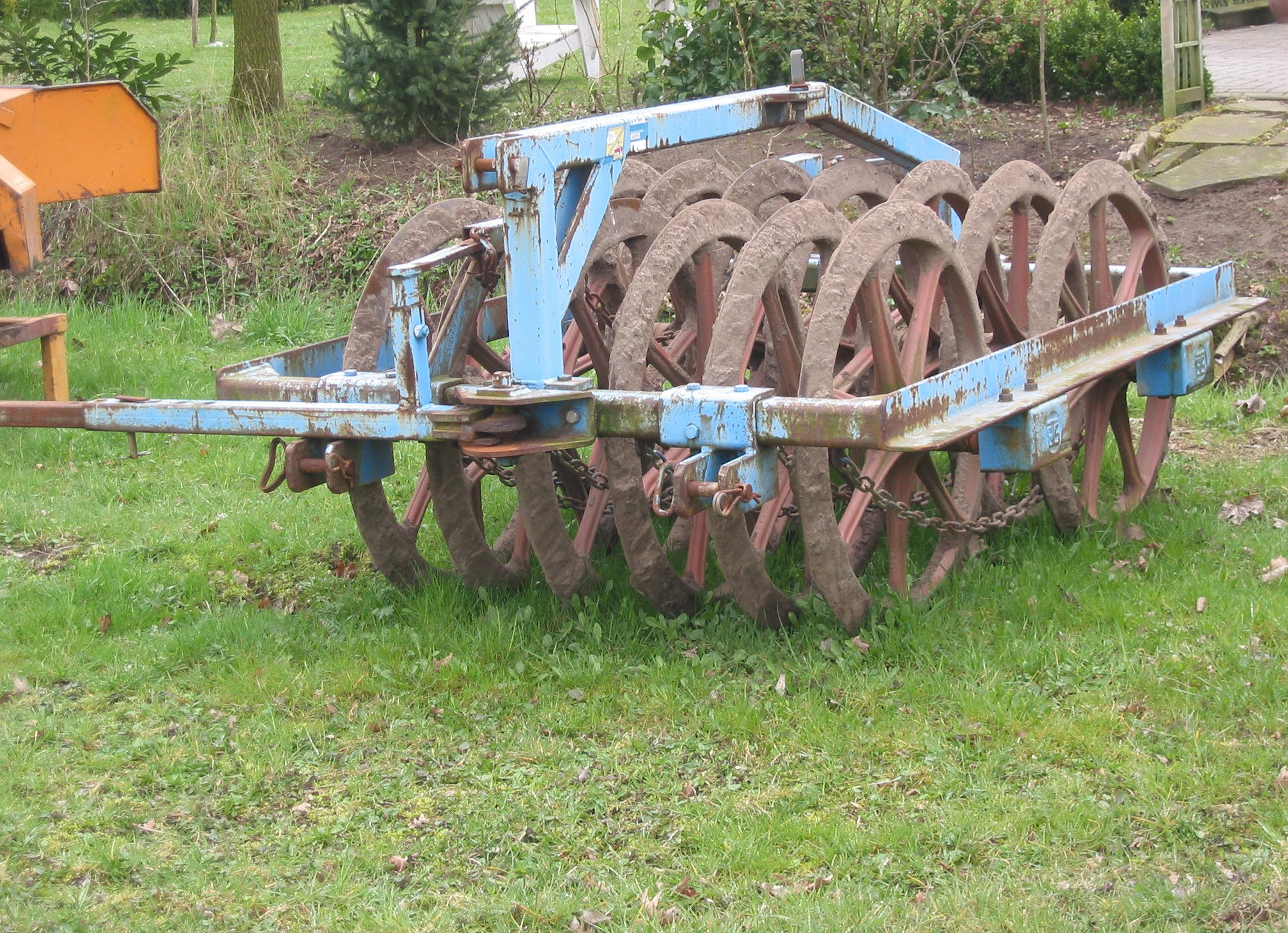
Vorenpakker

Een vorenpakker is een landbouwwerktuig dat in dezelfde werkgang van de ploeg het geploegde land aandrukt. De grote (vaak 70 of 90 cm, maar tegenwoordig ook wel kleiner) massief ijzeren ringen, zijn 3-kantig en tussen elkaar gemonteerd, waardoor alle ploegvoren gelijkmatig worden aangedrukt of 'gepakt'. De vorenpakker drukt vooral de ondergrond aan en wordt vooral op zandgrond gebruikt. Door de bewerking wordt mogelijk contact met het grondwater hersteld. De grond droogt minder snel uit en er wordt een vast zaaibed verkregen.
De ijzeren ringen kunnen een tophoek hebben van 30 of 45 graden. De ringen met een tophoek van 30 graden zijn scherper en daardoor geschikter voor zwaardere (bijvoorbeeld klei-)gronden. De ringen met een tophoek van 45 graden snijden minder diep in en zijn daarom geschikter voor de zandgrond. Een vorenpakker met ringen van 30 graden zou op de zandgrond namelijk te diep kunnen zakken.
De meeste vorenpakkers hebben, naast twee tussen elkaar gemonteerde rijen ijzeren ringen, een achterop volgende rol gemonteerd. Dit kan bijvoorbeeld een cambridgerol zijn, maar ook een lichtere rol. Het doel van deze rol is om na het aandrukken van de grond, de grond te verkruimelen tot een geschikt zaaibed waarop direct kan worden geplant of gezaaid.
Er is ook een uitvoering waarbij de driekantige wielen zijn vervangen door een schroefvormige rol. Dit is eigenlijk een tussentype tussen een vorenpakker en een cambridgerol.